# Pookie (romanzo)
Pookie (The Sterile Cuckoo) è un romanzo del 1965 dello scrittore statunitense John Nichols.

## Trama
L'esuberante Pookie Adams, ragazza diciassettenne al suo ultimo anno di scuole superiori e il timido Jerry Payne, in procinto di iniziare lo studio universitario, fanno la conoscenza ad una stazione di autobus nella provincia americana. Percorrono assieme un tratto di strada sul pullman, durante il quale Pookie racconta al ragazzo i fatti salienti della propria vita fino ad allora.
In seguito Jerry riceve diverse lettere di Pookie, alle quali peraltro non risponde. Jerry, da persona tranquilla qual è, si fa iniziare alla sfrenata vita goliardica, a base di bevute e bravate, dai suoi due compagni Roe e Schoons. È nel corso di una di queste scorribande che i ragazzi, mesi dopo, quando anche Pookie è all'università, fanno un'incursione nel campus della ragazza, alla mattina presto, suonando ad alto volume una chitarra elettrica.
Pookie e Jerry riallacciano allora i rapporti, e scoprono l'amore ed il sesso, mentre con gli amici comuni vivono una vita apparentemente spensierata ma non esente da interrogativi inquietanti. Particolarmente significativo per la coppia è il periodo delle vacanze di primavera, che i due trascorrono, soli abitanti dell'insieme degli edifici scolastici, nel campus di Jerry.
Le frequentazioni, dapprima assidue ed appassionate, si diradano, in seguito a qualche incomprensione, qualche malinteso creatosi principalmente a causa dell'alcool, ma sostanzialmente per un venir meno, senza un motivo chiaramente definibile, dell'afflato amoroso, specie da parte di Jerry, che, per ciò, si sente in colpa.
Quando ormai è chiaro a Pookie e a Jerry che il loro rapporto è destinato a finire, i due prendono alloggio per qualche giorno in un alberghetto di New York, dove decidono di attuare un suicidio di coppia, basato sull'ingestione di una spropositata quantità di pastiglie di analgesico. I ragazzi poi desistono dal loro proposito. Jerry accompagna Pookie alla stazione ferroviaria, dove si separano definitivamente.
Passa qualche tempo senza che nessuno dei due si faccia sentire; poi Jerry riceve una lettera di Pookie nella quale la ragazza annuncia il proprio suicidio. Jerry preferisce non indagare.

## Opere derivate
Nel 1969 è stato realizzato il film omonimo, diretto da Alan J. Pakula, con Liza Minnelli, basato sul romanzo.